# The Armageddon Man
The Armageddon Man è un videogioco strategico in cui si cerca di impedire una guerra nucleare mondiale, pubblicato nel 1987 per Amstrad CPC, Commodore 64 e ZX Spectrum e nel 1988 per Amiga, Amstrad PCW e Atari ST dalla britannica Martech. In America venne pubblicato con il titolo Global Commander dalla Datasoft, solo per alcuni dei suddetti computer e per Apple II. Una versione per MS-DOS era pianificata, ma non risulta pubblicata.

## Trama
È il 2032 e il mondo è sull'orlo di un conflitto devastante a causa delle tensioni internazionali. Negli ultimi 30 anni c'è stata un'enorme crescita degli arsenali nucleari e ora ci sono ben 16 potenze nucleari in grado di scatenare la distruzione totale, l'"Armageddon". Alcune potenze corrispondono a stati reali, altre a futuristiche federazioni; la confezione originale include un planisfero stampato e bandierine da usare come segnalini. Per tenere sotto controllo la situazione le potenze hanno formato l'UNN (Nazioni Nucleari Unite), che mantiene una grande rete di spionaggio e satelliti difensivi, ed è in grado di influenzare direttamente le scelte dei paesi membri. Il centro della rete risiede nel satellite Olympus dove un comandante supremo, soprannominato The Armageddon Man (l'uomo dell'Armageddon), può prendere decisioni politiche, economiche e strategiche a livello mondiale.

## Modalità di gioco
Il giocatore impersona il comandante supremo con l'obiettivo di evitare la catastrofe più a lungo possibile. C'è una sola schermata di base che rappresenta la sala di controllo, con uno schermo con la mappa del mondo circondato dalle icone di comando, cliccabili con un puntatore. Le varie funzionalità richiamate appaiono come finestre con immagini e testi in inglese. Il tempo scorre continuo tra un comando e l'altro e periodicamente arrivano informazioni e richieste dalle 16 potenze, ciascuna delle quali ha una propria situazione e un proprio atteggiamento. Spesso si ha una lista di opzioni con cui reagire, come appoggiare o criticare l'evento.
I fattori di cui bisogna tener conto sono diversi. Anzitutto il comandante ha un suo livello di credibilità e relazioni variabili con ciascuna potenza; esse possono divenire più o meno accondiscendenti, e se l'UNN non viene più ascoltata si va inevitabilmente verso il disastro. Poi ci sono le relazioni tra le 16 potenze, da mediare; non si formano alleanze, ma ogni potenza può essere in rapporti più o meno buoni con ciascuna delle altre (le relazioni attuali non sono direttamente visualizzabili, il giocatore le deve stimare e può usare le bandierine stampate fornite con il gioco per tenerne traccia). Ogni potenza ha bisogno internamente di cibo e risorse tecnologiche, e la scarsità di una delle due rende lo stato più instabile. Infine bisogna bilanciare gli arsenali militari, imponendo limiti alle varie potenze sulla costruzione di ordigni, evitando che si sentano troppo forti o minacciate.
Le icone a disposizione del giocatore sono cinque:
- Informazione: visualizza il livello di cibo, risorse, armi nucleari (tre tipi di missili) per ciascuna potenza
- Comunicazione: a sua volta divisa in ingresso e uscita. Si possono inviare a una qualsiasi potenza ammonizioni, incoraggiamenti o richieste del tipo: trasferire cibo o risorse, aumentare o diminuire gli armamenti, migliorare le relazioni con un'altra potenza
- Satelliti: si può spostare ciascuno dei propri satelliti geostazionari sopra una delle potenze; si dispone di 6 satelliti SDI per proteggere il bersaglio dagli attacchi nucleari e 3 satelliti spia per rilevare ad esempio dei movimenti militari, che possono suggerire un attacco imminente
- Radio: si possono intercettare trasmissioni delle varie potenze, che vanno però decodificate agendo su 6 regolatori di frequenza, per scoprire informazioni segrete (alcune recensioni comunque giudicarono queste informazioni piuttosto inutili[3][4])
- Forze UNN: il giocatore ha controllo diretto su una task force di truppe convenzionali che può mandare presso una delle potenze alla volta, per garantire la sua obbedienza.

Quando i rapporti tra due potenze crollano possono scoppiare delle guerre uno contro uno. Le guerre convenzionali non sono vincibili da nessuna delle due parti e possono portare alla riappacificazione o degenerare in nucleari. Le guerre nucleari avvengono con missili a gittata intercontinentale; il loro tragitto viene mostrato sulla mappa, ma ormai non si possono arrestare se non sono stati piazzati preventivamente i satelliti. Questi attacchi possono devastare le due potenze e aumentano la radioattività mondiale. Il gioco termina quando quest'ultima raggiunge livelli letali per la Terra.